# Bower House Tye
Bower House Tye ist ein Weiler in der Gemeinde Polstead, im District Babergh in der Grafschaft Suffolk, England. Es verfügt über 5 denkmalgeschützte Gebäude, darunter Bower House, Brewery Farmhouse, Holly Cottage, Holmwood Cottages und The Bower Close.